# العلاقات الغواتيمالية اللاوسية
العلاقات الغواتيمالية اللاوسية هي العلاقات الثنائية التي تجمع بين غواتيمالا ولاوس.

## مقارنة بين البلدين
هذه مقارنة عامة ومرجعية للدولتين:
| وجه المقارنة                                              | غواتيمالا       | لاوس        |
| --------------------------------------------------------- | --------------- | ----------- |
| المساحة (كم2)                                             | 108.89 ألف      | 236.80 ألف  |
| عدد السكان (نسمة)                                         | 17.26 مليون     | 6.86 مليون  |
| الكثافة السكانية (ن./كم²)                                 | 158.51          | 28.97       |
| العاصمة                                                   | غواتيمالا       | فيينتيان    |
| اللغة الرسمية                                             | اللغة الإسبانية | اللغة اللاو |
| العملة                                                    | كتزال غواتيمالي | كيب لاوي    |
| الناتج المحلي الإجمالي (بليون دولار)                      | 75.62 مليار     | 16.85 مليار |
| الناتج المحلي الإجمالي (تعادل القوة الشرائية) بليون دولار | 126.21 مليار    | 38.71 مليار |
| الناتج المحلي الإجمالي الاسمي للفرد دولار أمريكي          | 3.90 ألف        | 1.82 ألف    |
| الناتج المحلي الإجمالي للفرد دولار أمريكي                 | 7.45 ألف        |             |
| مؤشر التنمية البشرية                                      | 0.627           | 0.575       |
| رمز المكالمات الدولي                                      | +502            | +856        |
| رمز الإنترنت                                              | .gt             | .la         |
| المنطقة الزمنية                                           | 00              | ت ع م+07:00 |

## منظمات دولية مشتركة
يشترك البلدان في عضوية مجموعة من المنظمات الدولية، منها:
| علم المنظمة | اسم المنظمة                        | تاريخ انضمام غواتيمالا | تاريخ انضمام لاوس |
| ----------- | ---------------------------------- | ---------------------- | ----------------- |
|             | مؤسسة التنمية الدولية              | 27 أبريل 1961          | 28 أكتوبر 1963    |
|             | يونسكو                             | 2 يناير 1950           | 9 يوليو 1951      |
|             | وكالة ضمان الاستثمار متعدد الأطراف | 11 يوليو 1996          | 5 أبريل 2000      |
|             | الأمم المتحدة                      | 21 نوفمبر 1945         | 14 ديسمبر 1955    |
|             | البنك الدولي للإنشاء والتعمير      | 28 ديسمبر 1945         | 5 يوليو 1961      |
|             | منظمة حظر الأسلحة الكيميائية       | ?                      | ?                 |
|             | مؤسسة التمويل الدولية              | 20 يوليو 1956          | 29 يناير 1992     |
|             | منظمة الشرطة الجنائية الدولية      | ?                      | ?                 |

## وصلات خارجية
- موقع وزارة الخارجية الغواتيمالية
- موقع وزارة الخارجية اللاوسية